# Château de la Briantais
Le château de la Briantais est un château datant de 1864 situé sur le territoire de l'ancienne commune de Saint-Servan aujourd'hui Saint-Malo, dans le département d'Ille-et-Vilaine, en Bretagne. Il remplace un ancien manoir datant de 1666 et appartient à la Ville de Saint-Malo depuis 1999. Il comporte aussi un parc à l'anglaise de 27 hectares surplombant l'estuaire de la Rance. Il a été inscrit monument historique par arrêté du 12 septembre 2022.

## Historique

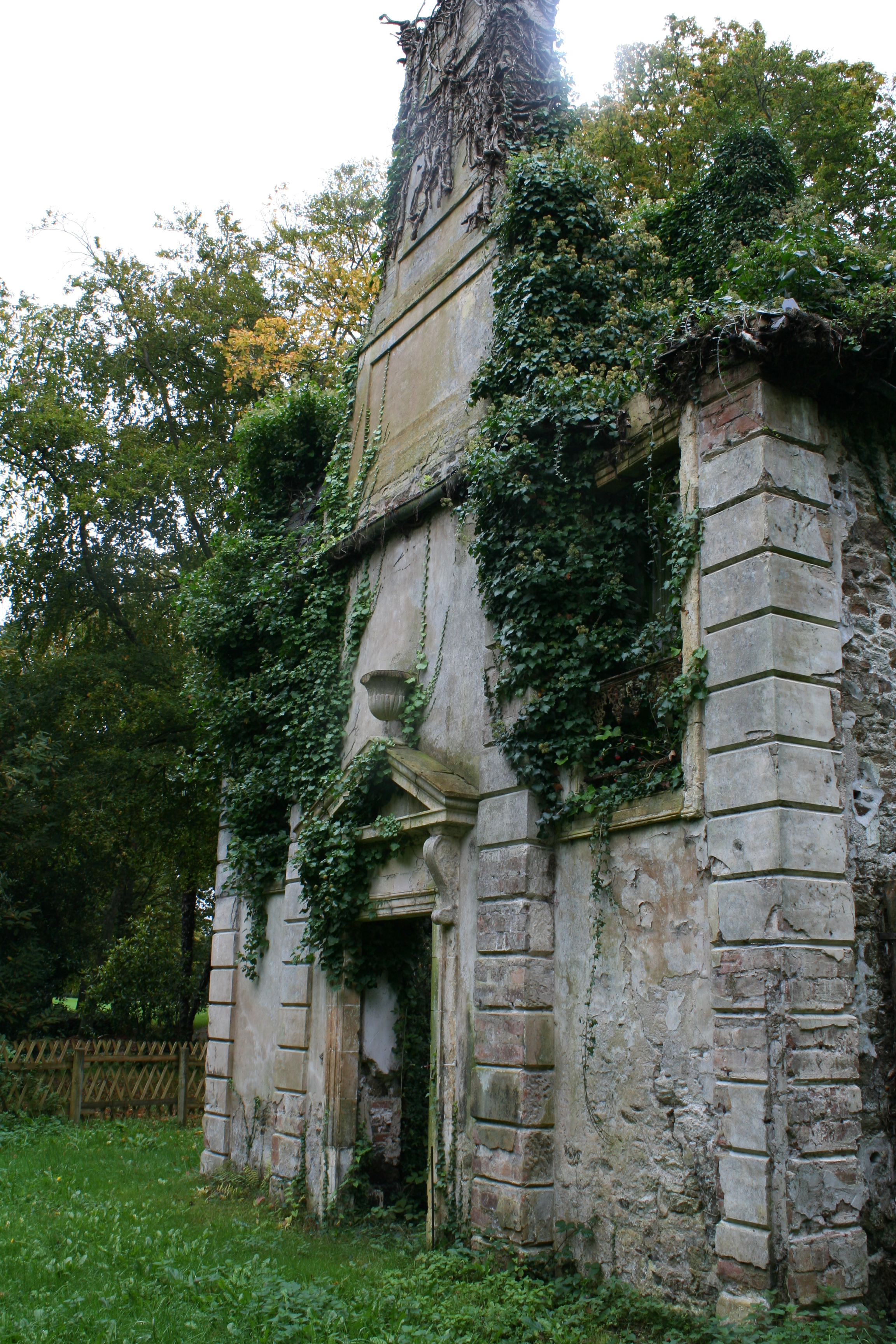
L'ancien manoir de 1666.

Le domaine fut acquis au XVIIe siècle par une famille d'armateurs malouins, les Pointel, séduits par la possibilité de surveiller leur flotte et le trafic de la baie de Saint-Malo. Ils y firent construire un manoir en 1666, dont les ruines sont toujours visibles. Le domaine est ensuite vendu en 1770 à la famille des Picot, seigneurs de Prémesnil, autre puissante famille d'armateurs de Saint-Malo. 
Le domaine sera confisqué durant la Révolution et revendu à Pierre Collar en 1803. Suivra peu de temps après l'armateur Hervé Fontan puis, dès 1818, les Perier de Hauterive. Au moment de leur décès en 1838, l'impossibilité d'un accord entre les nombreux héritiers provoquera la vente du domaine. Le château actuel est construit pour Eugène Sully-Brunet entre 1850 et 1864, en remplacement de l'ancien manoir mais pas tout à fait au même emplacement que celui-ci. Le petit clocheton au sommet du château rappelle le clocheton de l'hôtel de ville de Saint-Malo et offre un poste d'observation particulièrement efficace sur l'estuaire. Le château est acquis par Charles Émile La Chambre et sa famille en 1888, qui fait par la suite ajouter les deux ailes latérales peu avant 1900. Guy La Chambre (1898-1975), ancien ministre et ancien maire de Saint-Malo, faute d'héritier, fait don du domaine à l'Association diocésaine de Rennes à sa mort en 1975.
L'ancien manoir devient alors un centre culturel et spirituel, mais son entretien devient trop lourd pour les finances diocésaines qui décident de s'en défaire au terme de leur engagement de 20 ans.
En 1999, la Ville de Saint-Malo rachète le domaine. Depuis cette date, le domaine est ouvert en journée.
Le château actuel conserve une bonne partie de ses décors intérieurs originaux. Il n'est pas protégé par un classement au titre des monuments historiques. Des évènements culturels de différentes sortes ont régulièrement lieu au château : concerts de jazz, de musique classique, expositions de peintures, manifestations des rencontres poétiques internationales de Bretagne, etc.
Le marché aux fleurs de Saint-Malo a lieu dans le parc du château chaque mois de mai.

## Le Grand Parc
Le domaine dispose d'un parc à l'anglaise de 27 hectares aménagé au XVIIIe siècle, orné de nombreuses statues et doté de plusieurs fabriques et dépendances telles qu'une chapelle de 1778, un temple de l'Amour et des communs de style néo-normand construits au cours du quatrième quart du XIXe siècle. Le Grand Parc étant situé sur les hauteurs de l'estuaire de la Rance, il offre entre autres une vue sur Saint-Malo, Dinard et l'usine marémotrice de la Rance. Il est ouvert à la promenade chaque jour avec des horaires variant selon la saison.